# وابيديا

صورة لوابيديا يعمل من هاتف نوكيا

وابيديا (بالإنجليزية: Wapedia)‏ هو موقع واب أنشأه Florian Amrhein وتديره شركة Taptu، وظيفة الموقع هي جلب محتويات موسوعة ويكيبيديا للأجهزة النقالة كالهواتف النقالة وأجهزة حاسوب كفي، يعرض Wapedia أحدث نسخة من كل مقال عن طريق استخدام مزيج من شبيهات البروكسي وقاعدة بيانات محلية بالمقالات، هذا المزيج يوفر مقالات مستوفاة وسريعة التحديث كما يوفر انخفاضاً لوقت التحميل وتخفيفاً لضغط الزيارات على خواديم ويكيبيديا على الجانب الآخر . بدأ الموقع في العمل في أغسطس 2004.
يمكن الولوج لوابيديا عن طريق زيارة موقعها على الأنترنت باستخدام WAP أو متصفح ويب هاتفي على هاتف نقال أو جهاز PDA.
عادة ما تكون صفحات ويكيبيديا العادية طويلة جداً للعرض على أجهزة كهذه، لذا تقسم الصفحات الطويلة إلى قطع أصغر لملائمة الشاشات الصغيرة، ولتقليص متطلبات حجم تدفق البيانات Bandwidth تُقلص الصور إلى مستوى دقة شاشات الأجهزة النقالة.
بالإضافة إلى ذلك يحتوي Wapedia على باحوث (محرك بحث) سريع، مستقل عن خواديم ويكيبيديا. الموقع يدعم أيضاً لغتي لغة ترميز اللاسلكي و لغة رقم النص الفائق القابلة للتمديد بأنساق العمل على الهواتف النقالة، مع باحث ذاتي لأفضل نسق لكل جهاز. جدير بالذكر أن الموقع يستخدم المقالات من خلال قاعدة بيانات مستقلة عن خواديم ويكيبيديا.
على خلاف العديد من تصفح ويكيبيديا من النقال، فإن وبيديا يقحم الإعلانات داخل نسخة الهاتف من صفحات ويكيبيديا.

## وصلات خارجية
- الموقع الرسمي